# 17077 Пампалоні
17077 Пампалоні (17077 Pampaloni) — астероїд головного поясу, відкритий 25 квітня 1999 року.
Тіссеранів параметр щодо Юпітера — 3,514.